# Nicascolaimus punctatus
Nicascolaimus punctatus is een rondwormensoort uit de familie van de Axonolaimidae. De wetenschappelijke naam van de soort is voor het eerst geldig gepubliceerd in 1986 door Riemann.